# MFK 루좀베로크
MFK 루좀베로크(슬로바키아어: MFK Ružomberok)는 루좀베로크를 연고로 하는 슬로바키아의 축구 클럽이다. 현재는 슬로바키아 수페르리가에 참가하고 있다.

## 성적
- 슬로바키아 수페르리가 우승 1회 (2006)
- 슬로바키아 컵 우승 1회 (2006), 준우승 1회 (2001)

## 선수 명단

### 현역
참고: FIFA 자격 규정에 따라 소속된 국가대표팀 국기를 표시합니다. 선수는 복수의 FIFA 비회원국 국적을 가지고 있을 수 있습니다.
| 번호 | 포지션 | 국적       | 이름          |
| ---- | ------ | ---------- | ------------- |
| 3    | DF     | 슬로바키아 | 얀 마슬로     |
| 7    | MF     | 체코       | 필리프 수첵   |
| 15   | FW     | 슬로바키아 | 슈테판 게레츠 |

| 번호 | 포지션 | 국적       | 이름                 |
| ---- | ------ | ---------- | -------------------- |
| 30   | MF     | 슬로바키아 | 마르틴 크리엔        |
| -    | GK     | 체코       | 휴고 얀 바츠코프스키 |

## 역대 감독
| 감독                | 임기      |
| ------------------- | --------- |
| 류보미르 모라우치크 | 2004~2005 |
| 미할 빌레크         | 2008~2009 |
| 요제프 호바네츠     | 2014      |

틀:MFK 루좀베로크 선수 명단